# Anthelephila medleri
Anthelephila medleri es una especie de coleóptero de la familia Anthicidae.

## Distribución geográfica
Habita en Nigeria.